# Лео Макери
Томас Лео Мекери (енгл. Thomas Leo Mccarey; Лос Анђелес, 3. октобар 1898 — Санта Моника, 5. јул 1969) је био филмски режисер, сценариста и продуцент. Учествовао је у скоро 200 филмова, од којих су данас најпознатији Пачја супа, На младима свет остаје, Друга брачна ноћ, Идући својим путем, Звона свете Марије, Мој син Џон и Афера за памћење.
Иако се током 1930-их година фокусирао на скрубол комедију, наредне деценије се више бави друштвено одговорним и изричито религијским филмовима. На крају је био успешан у оба жанра. Мекери је један од најпопуларних режисера комедије пре Другог светског рата.

## Живот и каријера
Мекери је рођен у Лос Анђелесу, Калифорнији, где је Лео похађао католичку школу Св. Јозеф, као и средњу школа Лос Анђелес. Његов отац је био Томас Џ. Мекери, кога је Лос Анђелес тајмс назвао "најбољим промотером борби на свету". Лео Мекери је 1936. године режирао боксерску комедију названу Млечни пут, са Харолдом Лојдом у главној улози.
Мекери је дипломирао на Правном универзитету Јужне Калифорније, а поред права опробао се у рударству, боксу и писању песама пре него што је 1919. године постао помоћник режисера Тода Браунинга. Мекеријев пријатељ из детињства, глумац и будући колега режисер, Дејвид Батлер је био тај који га је упутио ка Браунингу. Браунинг је убедио Мекерија да ради на креативној страни филма као писац уместо да буде глумац, иако је Ли Мекери био фотогеничан. Мекери се затим почео оспособљавати у Хал Роч студију. Роч га је запослио као текстописца 1923. године, након што га је Мекери импресионирао својим смислом за хумор. Мекери је првобитно писао текстове за серију Наша банда и друге студијске звезде, затим је продуцирао и режирао кратке филмове, укључујући две филмске ролне са Чарли Чејсом. Чарли је у суштини постао Мекеријев Ментор. Након Чарлијеве смрти 1940. године, Мекери изјављује "Какав год успех да сам постигао или ћу постићи, дугујем то његовој помоћи јер ме је он научио свему што знам." Ова два човека су била изузетно компатибилна, а обојици је био хоби покушавање писања популарних песама.
Док је био у Рочу, Мекери је, према каснијим интервјуима, дао улоге Станлиу и Олиу и наводио њихов развој, чиме је створио један од најдуготрајнијих комичарских тимова свих времена. Званично се као режисер у филмовима овог дуа појавио само у филмовима Грешимо (1928), Слобода (1929) и Поново грешка (1929), али је написао много сценарија и надгледао је режирање других филмова. До 1929. године, био је потпредседник продукције студија. 
Током ере звука, Мекери се фокусирао на режију дугометражних филмова, радећи са многим највећим звездама ере, као што су Глорија Свансон (Индискретни, 1931), Еди Кентор (Младић из Шпаније, 1932), Браћа Маркс (Пачја супа, 1933), В.К. Филдс (Шест авантуриста, 1934) и Меј Вест (Лепота деведесетих, 1934). Шест филмова у Парамонту је морало бити заустављено услед његове продукције филма На младима свет остаје, 1937. године. Иако је ова прича о старијем брачном пару који мора бити растављен услед економских и породичних разлога током Велике депресије поседовала својеврсни хумор, финансијски је филм био непопуларан, те је отпуштен. Без обзира на то, филм је отпочетка препознат због свог значаја, те је уврштен у колекцију тада тек основаног Музеја модене уметности у Њујорку. Каснијих година постао је канонски, а чак се и сматра Мекеријевим ремек делом. Током 1937. године Мекери је позван у студио Колумбија, где је зарадио свој први Оскар за најбољег режисера за филм Друга брачна ноћ, у којем глуме Ајрин Дан и Кери Грант. Овај филм је лансирао Грантову каријеру.
Након успеха филма Друга брачна ноћ, Мекери је могао постати, као Френк Капра, режисер по уговору за студио Колумбија, са одређеном аутономијом, али је он отишао својим путем. Продао је причу Сему Голдвину, која ће постати Каубој и дама и прешао је у РКО студио ради три филма. Саобраћајна незгода 1940. године спречава га да режира сопствену продукцију филма Моја најдража супруга, који представља неку врста наставка Друге брачне ноћи, поново са Ајрин Дан и Кери Грантом. Филм је режирао Герсон Кенин.
Мекери је био побожни католик који је био забринут друштвеним питањима. Током 1940-тих година, његов рад је постао озбиљнији, а његова политика конзервативнија. Године 1944. режирао је филм Идући својим путем, причу о младом католичком свештенику, Чаку О’Малију (Бинг Крозби). За овај филм је освојио другог Оскара за најбољег режисера, а Крозби је освојио Оскара за најбољег глумца у главној улози. Мекери је од овог филма имао највећу финанијску добит 1944. године у САД, а његов наредни филм, Звона свете Марије (1945), је био приближно успешан. Према Пол Хериту у Великим режисерима, Мекери је признао да је тај филм умногоме базиран на његовој тетки, часној сестри Мери Бенедикт, која је умрла од тифуса. Мекери је сведочио на саслушању комитета за неамеричке активности Представничког дома у Конгресу, који је био забринут за комунистичку активност у Холивуду.
Публика је реаговала негативно на неке његове филмове после Другог светског рата. На пример, његов антикомунистички филм, Мој син Џон (1952), доживео је пропаст на благајнама. Али, пет година касније, он је био коаутор, продуцент и режисер филма Афера за памћење са Кери Грантом и Дебором Кер у главним улогама. Овај филм представља римејк (са потпуно истим сценаријом) његовог филма Љубавна афера (1939) у коме су глумили Ајрин Дан и Чарлс Бојер. Године 1993. популарна романтича комедија, Бесани у Сијетлу, била је препуна референци ка Афери за памћење што је довело осврта на стари филм, те је ово вероватно Мекеријев најпопуларнији филм данас. Његов наредни филм био је Окупите се око заставе, момци! (1958), комедија са Пол Њуменом и Џоаном Вудвард у главним улогама. Неколико година касније, Мекери режира свој последњи, слабо прихваћени, филм Ђаво никад не спава (1962). Овај филм је, као и филм Мој син Џон, био својеврсна критика комунизма.
Амерички филмски критичар и заговорник ауторске теорије, Ендру Серис, изјавио је да Мекери "представља принцип импровизације у историји америчког филма." Француски режисер Жан Реноар одао је почаст Мекерију изјавивши да "Лео Мекери боље разуме људе од било којег другог Холивудског режисера."

## Смрт
Лео Мекери је преминуо 5. јула 1969. године, у 70-тој години од емфизема. Сахрањен је на гробљу Св. Крста у Калвер Ситију, Калифорнији. Његов млађи брат, режисер Реј Мекери, умро је 1940. године, 21 годину пре Лија. Године 1978. продукцијски предмети Лија Мекерија, укључујући сценарија, буџет и писма дониране су библиотеци "Чарлс Фелдман" при америчком филмском институту на Беверли Хилсу.

## Награде и номинације
Победе:
- Оскар за најбољег режисера - Друга брачна ноћ (1937)
- Оскар за најбољег режисера - Идући својим путем (1944)
- Оскар за најбољу оригиналну причу - Идући својим путем (1944)

Номинације:
- Оскар за најбољу оригиналну причу - Љубавна афера (1939)
- Оскар за најбољу оригиналну причу - Моја најдража супруга (1940)
- Оскар за најбољег режисера - Звона свете Марије (1945)
- Оскар за најбољу оригиналну причу - Мој син Џон (1952)
- Оскар за најбољу оригиналну песму - "Афера за памћење" из истоименог филма (1957)